# Königsgräber von Selca e Poshtme

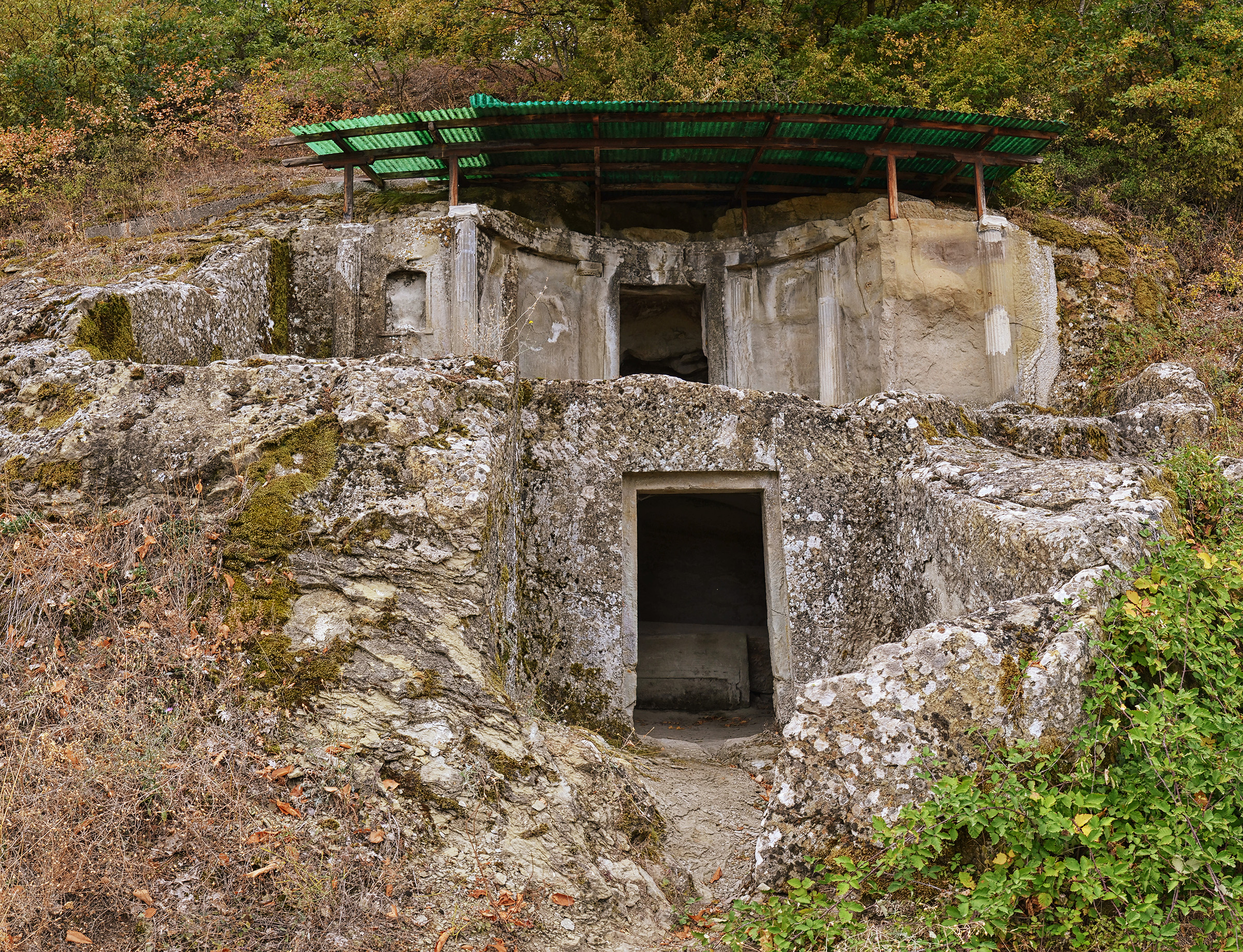
Grab III mit dem darüberliegenden Scheingrab

Die illyrischen Königsgräber von Selca e Poshtme befinden sich in der Gemeinde Pogradec in den Bergen Ostalbaniens beim Dorf Selca e Poshtme.
Am rechten Ufer des Flusses Shkumbin, auf einem 795 m ü. A. hohen Hügel, liegen die Überreste der antiken Stadt Pelion und die dazugehörige Nekropole. Die römische Via Egnatia führte an ihr vorbei Richtung Thessaloniki.

## Geschichte
Die früheste Besiedelung des Ortes fand im Neolithikum statt und gipfelte unter dem illyrischen Stamm der Encheleer in der späteren Eisenzeit und in der römischen Kaiserzeit in einer städtischen Bebauung.
Vom 4. – 1. Jahrhundert v. Chr. war die Stadt wahrscheinlich Königssitz und somit auch ein wichtiges politisches und wirtschaftliches Zentrum.
Die Gräberanlage steht seit 1996 auf der Tentativliste des UNESCO-Welterbes, d. h. die albanische Regierung schlägt vor, die Stätte ins UNESCO-Weltkulturerbe aufzunehmen.

## Die Siedlung

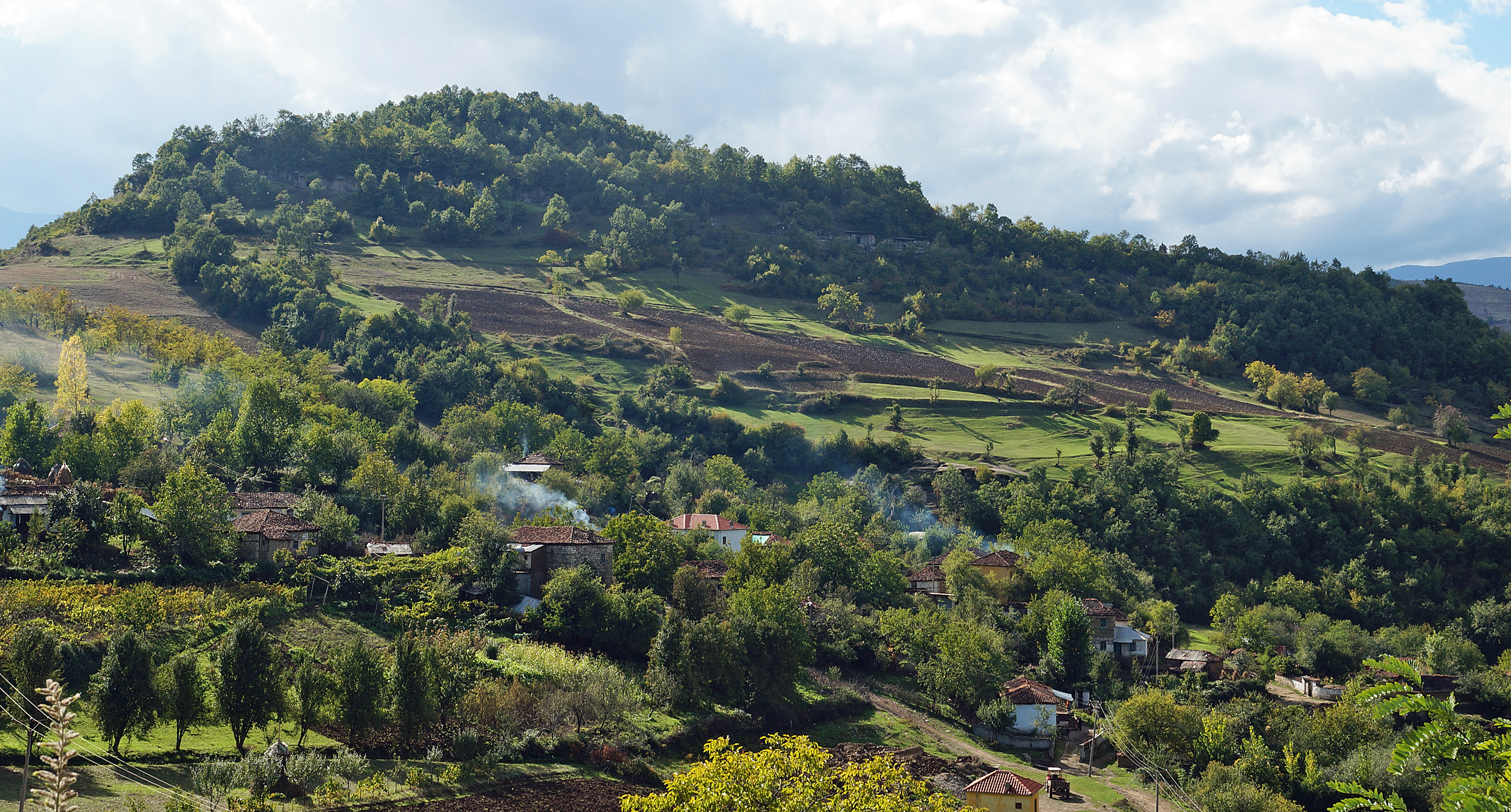
Der Hügel mit der archäologischen Stätte und den Gräbern rechts unterhalb des Gipfels

Von 1969 bis 1972 fanden Grabungen unter der Leitung von Neritan Ceka statt.
Die Stadt weist fünf Besiedelungsschichten auf. Selca I bis III gehören der protourbanen Phase an und sind unterteilt in: spätes Neolithikum, frühe Bronzezeit und späte Bronzezeit, alle vertreten durch verschiedene Keramikformen. Ab der Eisenzeit kann man von einer ständigen Besiedelung sprechen.
Um 570/550 v. Chr. entstand langsam die Stadt Selca IV, die durch Spuren verbrannter Hütten, Keramik, lokale Drehscheibenware und ionische sowie korinthische Importware im unteren Horizont vertreten ist. Im oberen Horizont fand man lokale, rot-braun bemalte Keramik, Drehscheibenware mit zwei Henkeln sowie ionische und attische Ware. Die lokalen Keramikhersteller ahmten besonders gerne griechische Vorbilder nach. Die Siedlung dehnte sich auf sechs Hektar aus und erreichte in ihrer Hauptphase (3. bis 1. Jahrhundert v. Chr.) eine Größe von sieben bis acht Hektar. Um eine Bebauung der Terrains möglich zu machen, wurden Terrassen angelegt. Im 4. und 3. Jahrhundert war der Ort von einer Mauer umgeben, die nur die Akropolis, nicht aber die besiedelten Terrassen umschloss.
In römischer Zeit, also im 2. und 1. Jahrhundert v. Chr. errichtete man eine Mauer aus rechteckigen Steinquadern, die ein größeres Terrain schützte. Der Ort bestand in der Spätantike, vom 4. bis 6. Jahrhundert n. Chr., weiter, verkleinert sich aber auf zwei Hektar besiedelte Fläche. Für den Bau von Häusern verwendete man zu dieser Zeit Steine der antiken römischen Quadermauer. Anhand von Münzfunden lassen sich zwei Bauhorizonte feststellen. Der erste datiert in die Zeit Valentinians I. (364 – 375 n. Chr.), der zweite stammt aus der Zeit Justinians I. (518 – 565. n. Chr.). Um 547/548 n. Chr. wurde die Stadt, die ihre wirtschaftliche und politische Bedeutung längst verloren hatte, von den Slawen erobert.

## Die Gräber

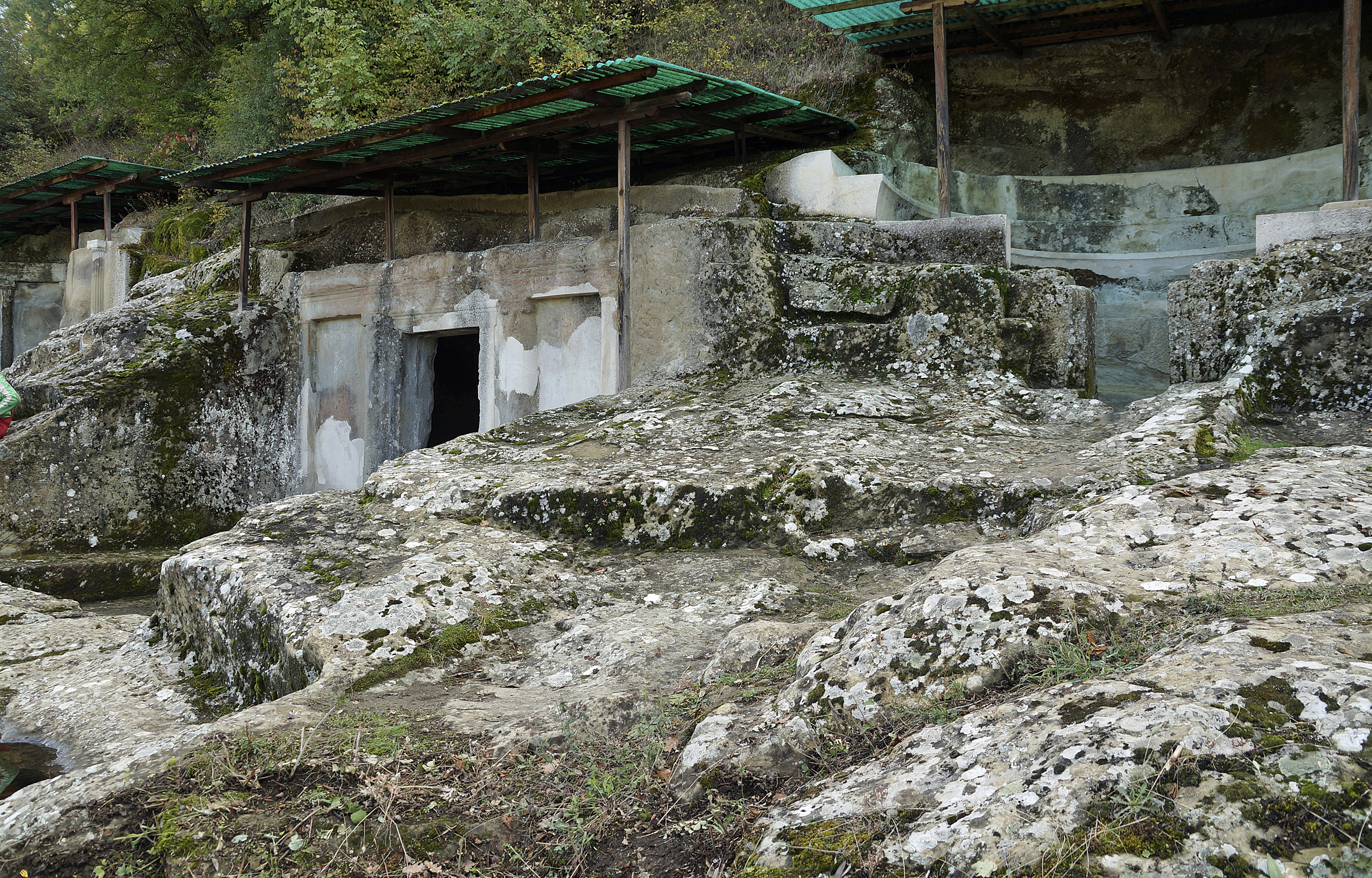
Die Terrasse mit den Gräbern I – III

Die sogenannten Königsgräber befinden sich unterhalb der Akropolis in den Fels gehauen und entstanden während der Herrschaft der illyrischen Könige (4. bis 3. Jahrhundert v. Chr.)

### Grab I – Felskammergrab mit ionischer Fassade (4. – 3. Jahrhundert v. Chr.)
Grab I besitzt eine rechteckige Grabkammer und davor eine Art Vorraum.
Das Grab selbst misst 8,15 Meter mal 4 Meter und hat eine Höhe von 2,40 Metern. Über die Grabkammer wölbt sich ein Tonnengewölbe, dessen Höhe 2,10 Meter beträgt. Die Anlage ist in den Fels hineingehauen und besitzt zwei Türen. Außen über der Tür befindet sich eine Regenrinne und Zapfenlöcher. Vier Pilaster mit Kapitellen, die den ionischen ähneln, schmücken die Fassade, an der Spuren von Malerei noch feststellbar sind. Die Grabkammer, mit den Maßen 3 Meter mal 2,80 Meter, ist mit zwei einen Meter breiten Steinliegen ausgestattet, auf der die Toten ruhten. Dieses Grab orientiert sich an den makedonischen Monumentalgräbern aus der 2. Hälfte des 4. Jhs. v. Chr. Es ist antik beraubt.

### Grab II – Theatergrab (Mitte des 3. Jahrhunderts v. Chr.)
Es besitzt eine schola-artige Anlage mit zwei stufenartig angelegten Sitzreihen, die für etwaige Totenzeremonien gedient haben könnten. Unter der Ebene der Orchestra befindet sich ein Schachtgrab für Urnen, mit den Maßen 0,80 Meter im Quadrat. Die Deckplatte zur Kammer fehlt. Vielleicht war das Grab einmal mit einer leichten Dachkonstruktion versehen. Es ist in seiner Form einzigartig und wird auf die Mitte des 3. Jahrhunderts datiert.

### Grab III – Zentralgrab (Mitte des. 3. Jahrhunderts v. Chr.)
Dieses Grab teilt sich auf zwei Ebenen auf. Die obere Ebene ist ein Scheingrab, dessen Fassade 3 Meter hoch und 6,4 Meter lang ist und einen ionische Porticus imitiert. Acht Pilaster, deren Kapitelle separat gefertigt wurden, zieren den Eingang. Links davon befindet sich eine Nische, in der ein Relief mit Bucranion und einem Helm vom Typ Pergoma eingemeißelt ist. Auf der rechten Seite befindet sich das Relief eines illyrisch-makedonischen Schildes. Der Fußboden des Scheingrabes war mit einem Bodenmosaik ausgestattet. Die Grabkammer befand sich unter dem Fußboden. Sie hat die Maße 2,72 Meter mal 2,77 Meter und besitzt ein 1,85 Meter hohes Tonnengewölbe. In der Kammer fand man zwei Sarkophage. Einer zweiten Bestattungsperiode gehören die 10 Körper- oder Urnenbestattungen innerhalb der Kammer an. Sie datieren in die letzten Jahrzehnte des 3. Jahrhunderts und beinhalten eine Menge Grabbeigaben. Man vermutet hier die Grabstätte einer reichen Familie (Fürstengeschlecht), das innerhalb einer kurzen Zeitspanne ausgestorben ist. Unter den Grabbeigaben befinden sich goldene Ohrringe, Ketten, Nadeln, Ringe, alle vom hellenistischen Typ, ein Gürtelbeschlag aus Eisen mit Silberverzierung, eine Kampfszene darstellend, Panzerung, Lanzenspitzen, Speerspitzen und 30 Keramikgefäße.

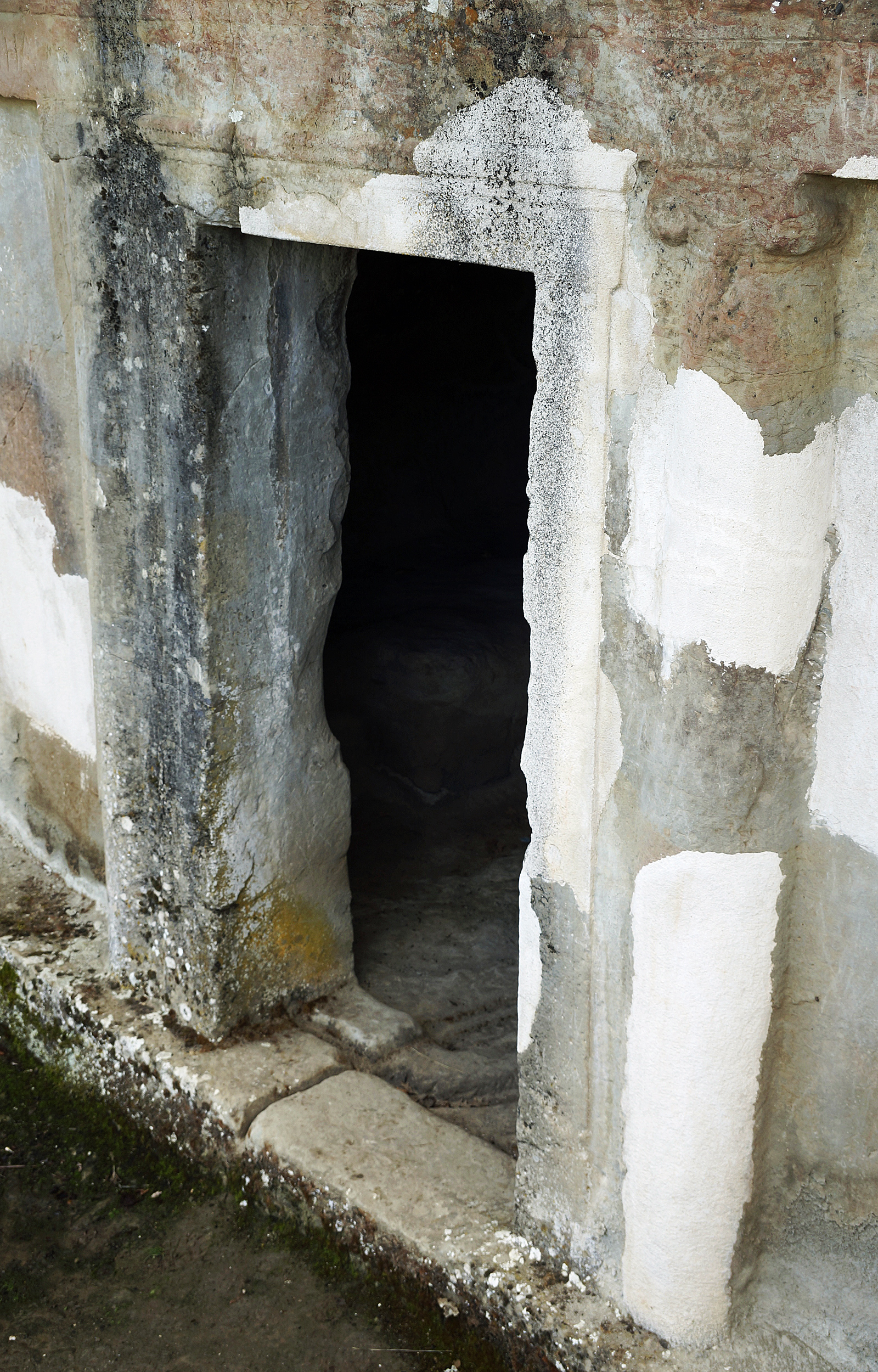
Grab I
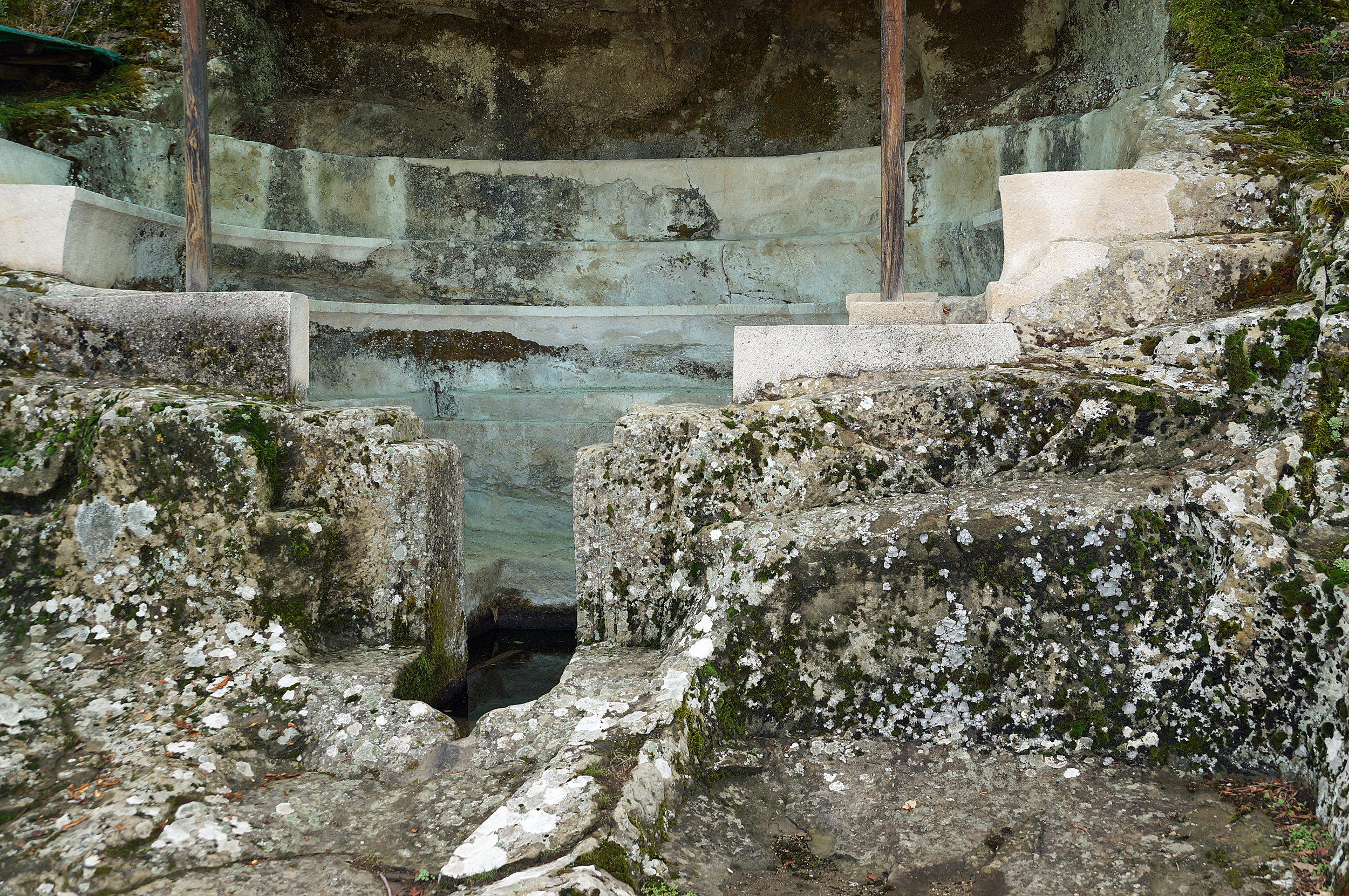
Grab II
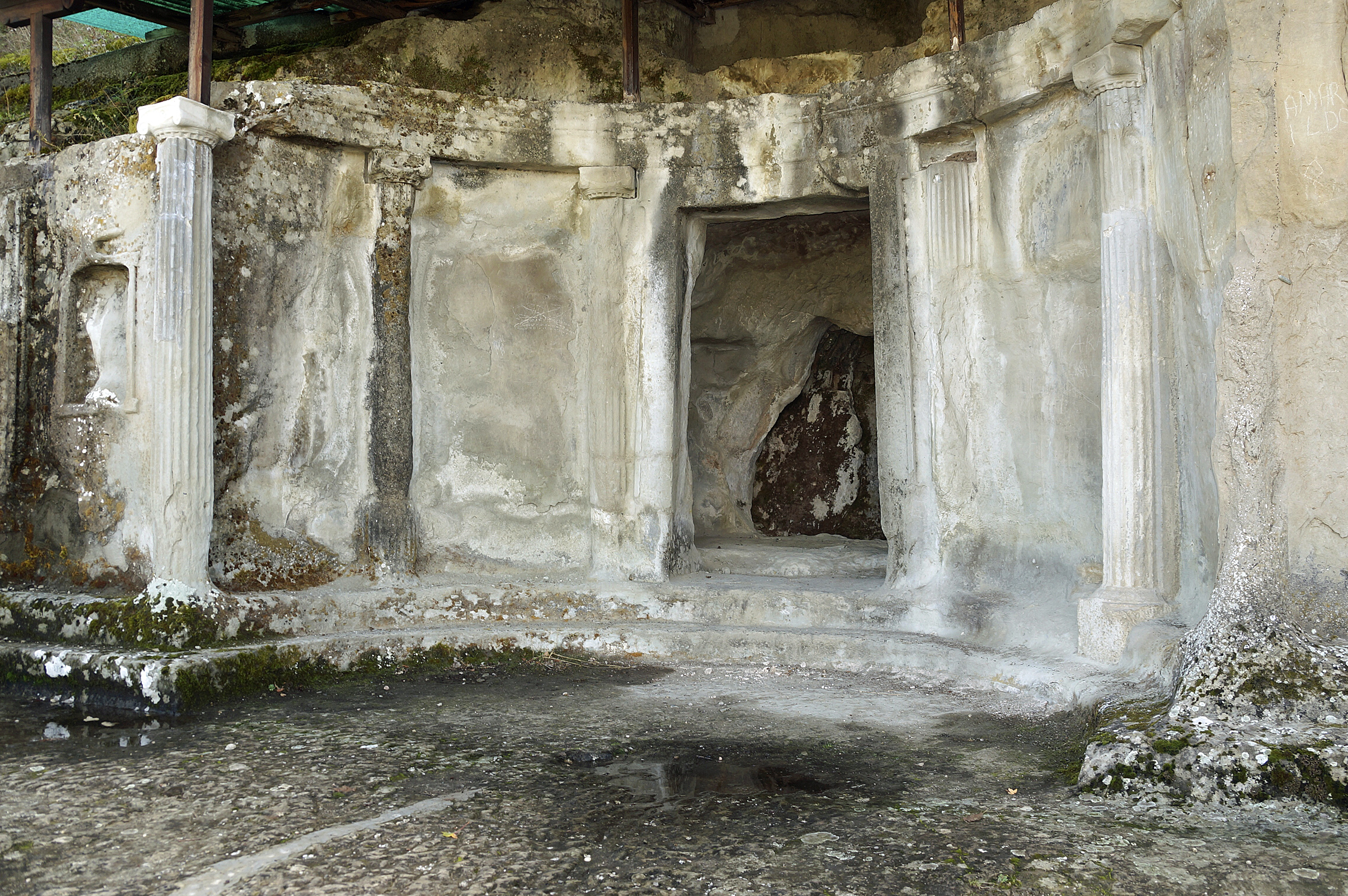
Das höher gelegene Scheingrab von Grab III

### Grab IV (2. Hälfte des 3. Jahrhunderts v. Chr.)
Grab IV besteht aus einer 70 Meter langen, in den Stein gearbeiteter Fassade, die 5 Meter hoch ist, und einer Grabkammer auf der Südseite der Fassade. Diese Kammer ziert ein tempelartiger Eingang mit zwei Pilastern. Sie selbst misst 3,50 Meter mal 3,10 Meter und ist mit einem Tonnengewölbe überdeckt. Die Wände waren mit Fresken geschmückt. In der Kammer befindet sich ein Sarkophag aus Steinplatten, alt beraubt. Das Grab stammt aus der 2. Hälfte des 3. Jahrhunderts v. Chr. In der langen Außenfassade sind sieben Nischen in den Felsen gemeißelt, teilweise mit Inschriften versehen, die laut Ausgräber den Erbauer oder die Aufsichtsperson der Arbeiten nennen könnten. Sie stammen aus dem 1. Jahrhundert v. Chr.

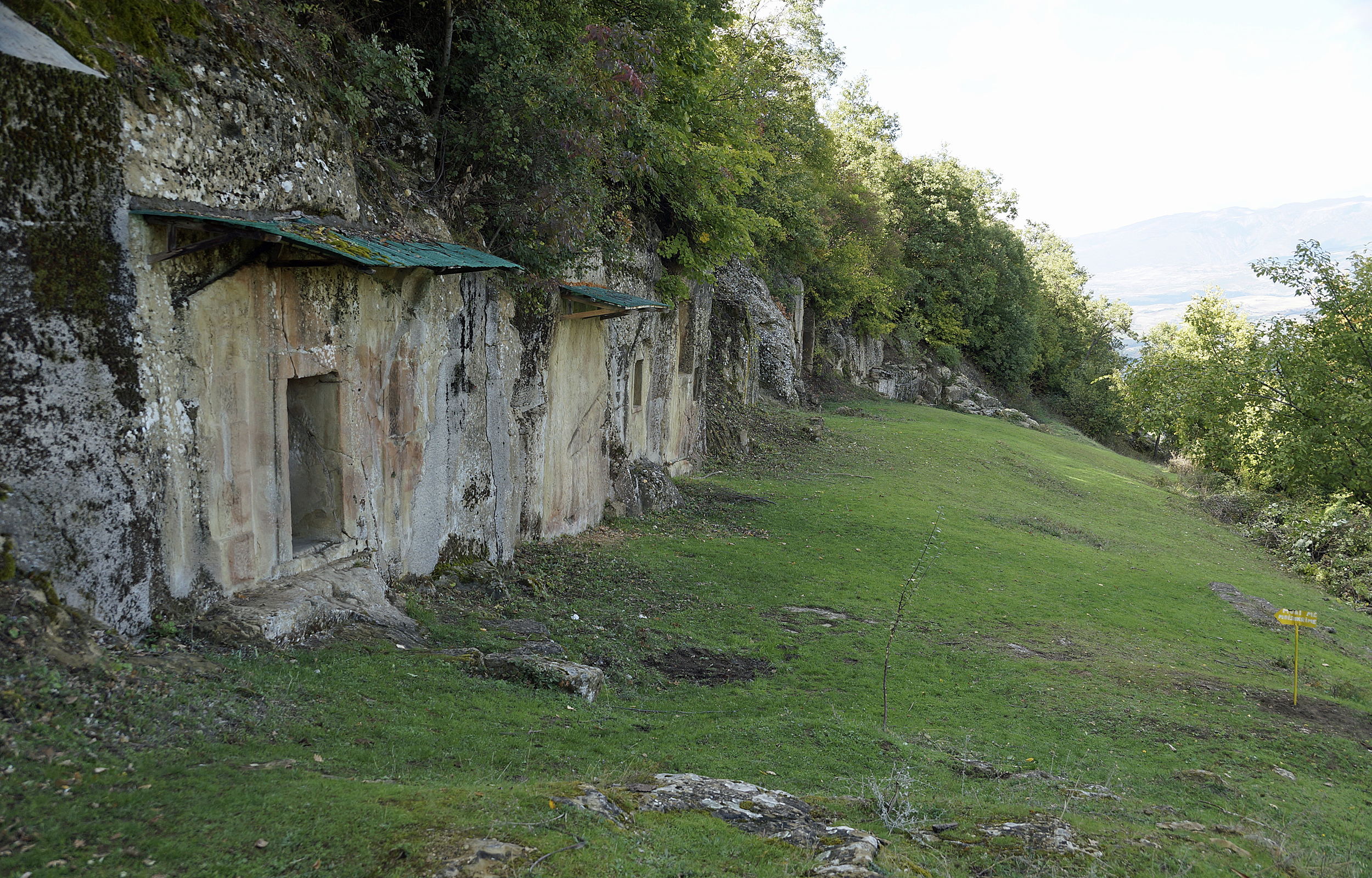
Terrasse von Grab 4
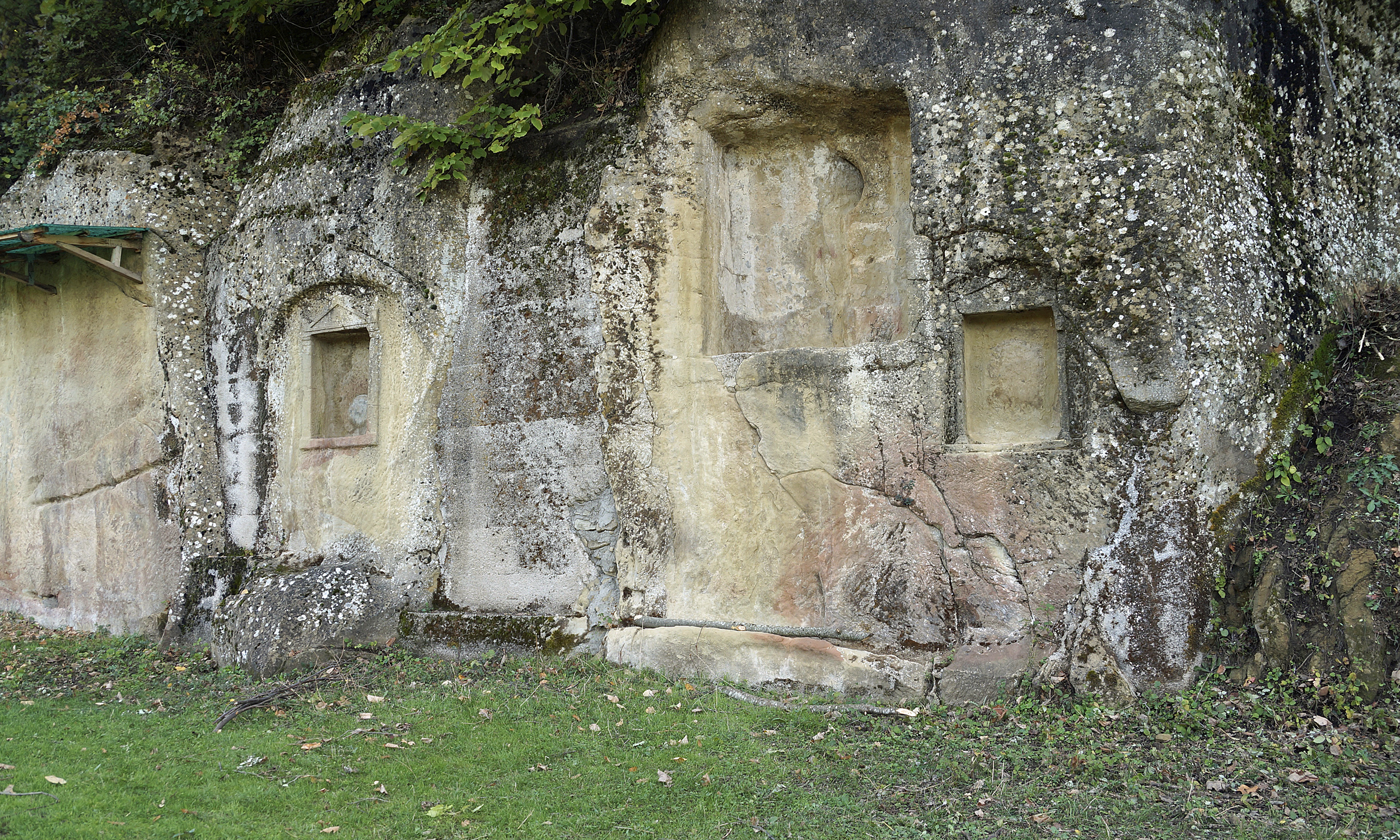
Teil der Fassade
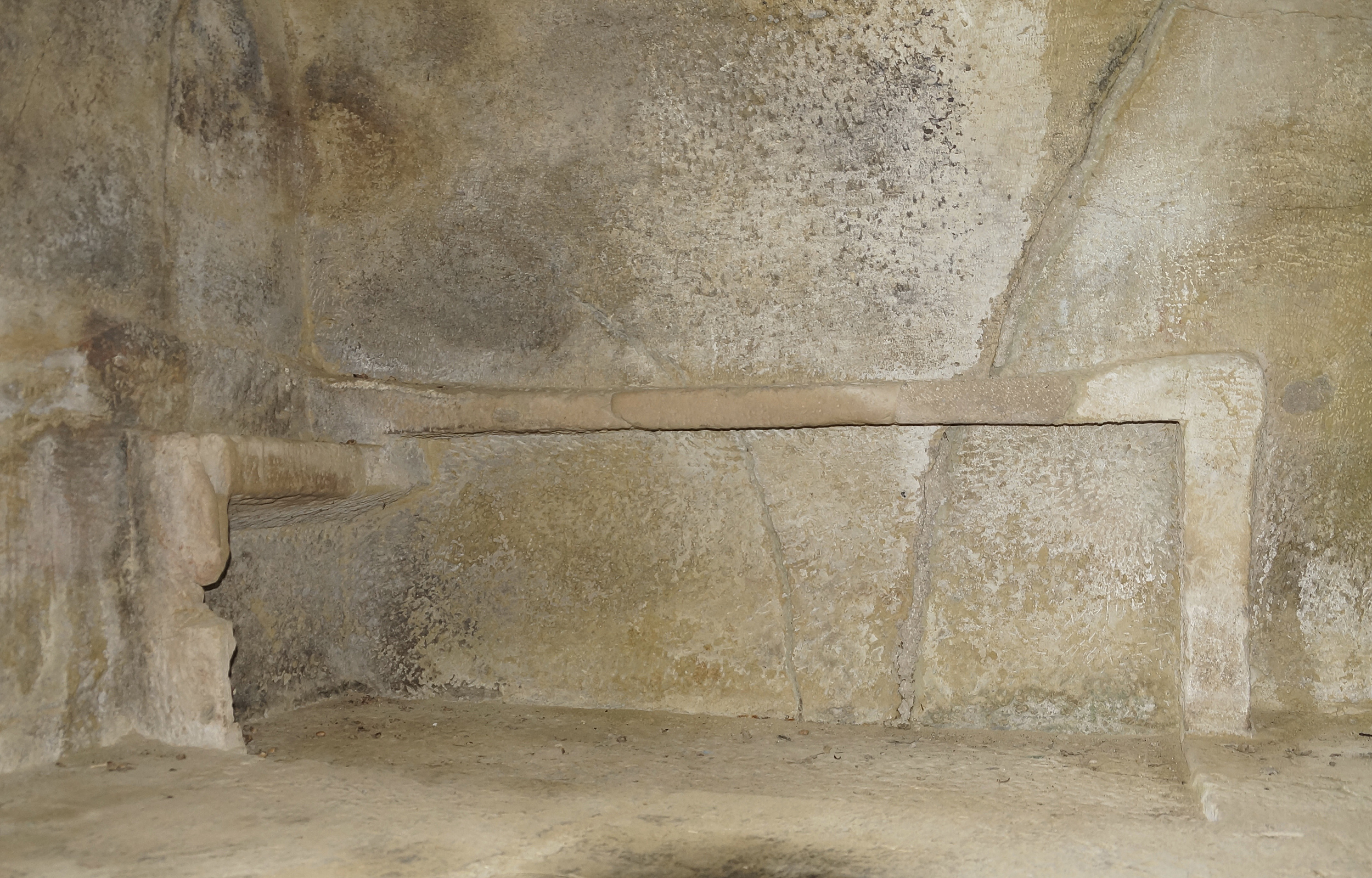
Inneres von Grab 4

### Grab V (Ende des 3. Jahrhunderts)

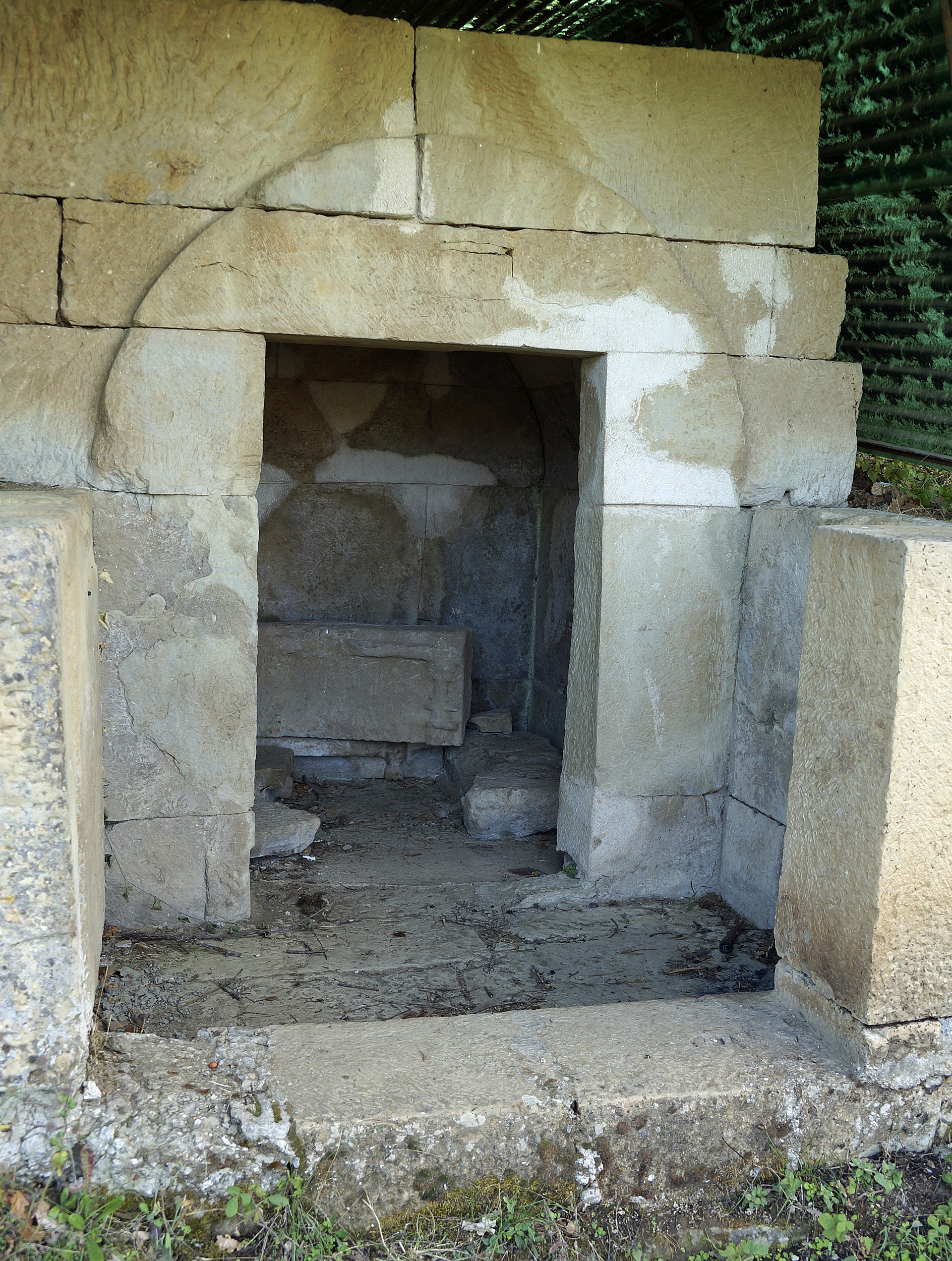
Wiederaufgerichtetes Grab V mit teilweise neuen Quadern

Das letzte Grab besitzt die Form eines makedonischen Kammergrabes und besteht aus Vorkammer und eigentlicher Grabkammer, beide tonnengedeckt und in Quaderbauweise errichtet. Eine Steinplatte mit Relief dient als Scheintür zur Grabkammer. In der Kammer selbst befinden sich die Überreste dreier Klinensarkophage, die aus aufrecht stehenden Steinquadern gebaut waren. Sie dienten primär für Körperbestattungen. Später wurden auch Urnen und Grabbeigaben in die Sarkophage gebettet. Das Grab ist alt beraubt.

## Ausgrabungen und Tourismus
Bei Ausgrabungen wurden zum Teil Dachkonstruktionen über den Gräbern angebracht, um diese vor der Verwitterung zu schützen. Es wurde schon davor gewarnt, dass dem Kulturdenkmal die Zerstörung droht, weil der Staat seit Jahren nichts für den Schutz und Unterhalt unternehme. 2018 wurden Restaurierungsarbeiten angekündigt.
Wegen seiner Abgeschiedenheit war der Ort Selca und somit die Gräber lange kaum erreichbar und wurde deshalb kaum von Touristen besucht. Heute führt eine mehrheitlich asphaltierte Straße, die bei Përrenjas am Fuß des Passes Qafë Thana von der SH 3 abgeht, bis zum Hügel oberhalb des Dorfes. Es sind von Përrenjas rund 15 Kilometer auf kleinen Nebenstraßen nach Süden. Besucher sind aber noch immer sehr selten. Die Anlage kann ohne Eintritt besichtigt werden.